# Epidendrum minarum
Epidendrum minarum é uma espécie epífita de até 1 metro de altura, com folhas de doze centímetros de comprimento, finas e lanceoladas. Raízes carnosas. No ápice dos caules surgem densos escapos florais com até 20 flores. O peso destas flores faz com que seus caules se enverguem e dirijam-se para baixo. Estes escapos voltam a aparecer também muitas vezes nos caules mais velhos. Flor de um centímetro de diâmetro com pétalas e sépalas verde-claro brilhante. Labelo arredondado de cor branca-esverdeada.
Floresce na primavera.